# Euphorbia johannis
Euphorbia jablonskii es una especie fanerógama perteneciente a la familia de las euforbiáceas.  Es originaria de  Somalia.

## Descripción
Es una pequeña planta postrada, perennifolia y suculenta con 25 cm de diámetro;  15 cm de largo, con 5-8 ramas  cilíndricas, de 1-1,5 cm de grosor, con tubérculos prominentes separados en 3-5 mm entre sí, coronada por espinas y formando 8-10 crestas longitudinales; cápsulas y semillas desconocidas.

## Ecología
Se encuentra en el suelo de piedra caliza rocosa con matorrales abiertos de Acacia-Commiphora y mezclado con matorrales xerofíticos; común a escala local; a 360 m alt.
Es prácticamente desconocida en el cultivo. Está cercana de Euphorbia inaequispina.

## Taxonomía
Euphorbia johannis fue descrita por Susan Carter Holmes y publicado en Nordic Journal of Botany 12(4): 420. 1992.
Etimología
Euphorbia: nombre genérico que deriva del médico griego del rey Juba II de Mauritania (52 a 50 a. C. - 23), Euphorbus, en su honor – o en alusión a su gran vientre –  ya que usaba médicamente Euphorbia resinifera. En 1753 Carlos Linneo asignó el nombre a todo el género.
johannis: epíteto otorgado  en honor del botánico griego que emigró de joven a Sudáfrica, John Jacob Lavranos (1926-).